# Massimo Constantini
Massimo Constantini (Firenze, 3 agosto 1961) è un giocatore di curling italiano, di Cortina d'Ampezzo, giocatore del Curling Club New Wave.

## Carriera agonistica

### Nazionale
Il suo esordio con la nazionale italiana junior di curling è stato il campionato mondiale junior del 1982, disputato a Fredericton, in Canada: in quell'occasione l'Italia si piazzò al decimo posto posto. Con la nazionale junior partecipa a due campionati mondiali junior
In totale Massimo vanta 18 presenze in azzurro.
CAMPIONATI
Nazionale junior: 18 partite
- Mondiale junior
  - 1982 Fredericton ( Canada) 10°
  - 1983 Medicine Hat ( Canada) 10°